# Carlos Mérida
Carlos Mérida (Quetzaltenango, Guatemala, 2 de diciembre de 1891 - Ciudad de México, 21 de diciembre de 1984) fue un pintor y escultor guatemalteco, naturalizado mexicano. Formó parte del muralismo mexicano, pero desde una perspectiva abstracta y geométrica, a diferencia del estilo narrativo y figurativo de los grandes maestros de dicha corriente, integrando arte plástico dentro de la arquitectura en una fusión permanente entre los cánones occidentales del arte y elementos del arte mesoamericano. Su vida creativa se desarrolló entre Guatemala y México. Su hija fue la destacada bailarina de ballet y coreógrafa Ana Mérida.

## Biografía
Nacido en el seno de una familia de clase media, su padre era abogado y su madre, de origen español, fue maestra de escuela. En su adolescencia comenzó a estudiar escultura, pero sus profesores le convencierón de cambiar a pintura. Viajó en su juventud a Europa, junto con el también iba el pintor francés Carlos Valenti, en donde visitó los talleres de Amadeo Modigliani, Kees van Donen y Hermenegildo Anglada Camarasa. En 1919 se trasladó a México, donde se destaca en la renovación del muralismo mexicano. En 1922 Mérida trabajó con Diego Rivera para pintar los murales del Anfiteatro Bolívar en la Ciudad de México. Debido a la distancia de la Revolución mexicana y de la militancia de izquierda propias del muralismo, Carlos Mérida inició una temprana distancia de las características discursivas figurativas para desarrollar una etapa marcada por la abstracción en la forma y sus raíces indígenas en los temas. En esa misma época colaboró como dibujante con el arqueólogo Manuel Gamio. En 1927 viaja de nueva cuenta a París, donde, derivado de su contacto con Picasso, Kandinsky, Klee y Joan Miró Miró, reafirmó su estilo en el arte abstracto y el constructivismo.
También se desempeñó como corresponsal de prensa del periódico La Época, de su ciudad natal, Quetzaltenango, como lo atestiguan los registros de la legación de Guatemala en Francia fechados el 2 de junio de 1927.
Mérida siempre publicó con orgullo su ascendencia maya-quiché y española. A la vuelta de su viaje a París, en 1929, fue nombrado director de la Galería del Teatro Nacional en México, y tres años más tarde dirigió la Escuela de Danza.
En 1940 participó en la Exposición Internacional Surrealista celebrada en chile. Un año más tarde fue nombrado profesor de arte en el North State Teacher College en Denton, Texas, y a partir de 1949 comenzó sus investigaciones sobre integración de las artes, aplicando los resultados en los murales que realizó para la Secretaría de Recursos Hidráulicos (1949), para el centro infantil del multifamiliar "Miguel Alemán", de [Av. Coyoacán] (1950).
La obra más ambiciosa desarrollada por Mérida fue para el Centro Urbano Benito Juárez, también llamado Multifamiliar Juárez. En este último la temática se centró en torno a una serie de leyendas mesoamericanas acerca del origen del mundo —"El Popol Vuh" (aludiendo al libro antiguo descubierto en Guatemala de los maya-quichés), "Los ocho dioses del olimpo mexicano", "El Ixtlexilt", "Los cuatro soles"—. En ella buscó una integración plástica integral, sumando al trabajo propio de la construcción de los edificios, "arquitectos, dibujantes artesanos y el artista (que) formaron un solo núcleo, tal como se hacía para la construcción de las catedrales medievales". Según consenso de los investigadores del tema, este fue el mejor ejemplo de integración artística entre los espacios arquitectónicos y la obra de Mérida, ya que para su realización hubo coordinación y trabajo entre ambas partes, y los murales de Mérida fueron emplazados en una gran variedad de espacios, desde grandes paneles en las fachadas de los edificios, escaleras, azoteas y hasta un paso a desnivel para autos hoy desaparecido. Como lo comentó Mathias Goeritz:

Una coordinación extraordinariamente feliz, de una integración rara vez obtenida... verdadera armonía.
Mathias Goeritz, citado por Louise Noelle

Dicha obra se perdió en su mayoría tras el daño sufrido por los edificios del centro urbano tras los sismos de 1985. Parte de las obras hechas por Mérida, rescatadas de los escombros, fueron trasladadas a un monumento ex profeso en la unidad habitacional Fuentes Brotantes del ISSSTE, al sur de la Ciudad de México.
Desde 1950 su arte experimenta ciertos cambios y su obra ofrece un estilo más próximo al constructivismo, como se observa en el edificio de Reaseguros Alianza de la Ciudad de México, cuyo mural "Estilización de motivos mayas" (1953) está realizado en mosaico de vidrio. Con esta misma técnica, en la década de 1950 realizó diversos murales para empresas comerciales y privadas mexicanas. También en 1956 realizó, en el Palacio Municipal de Guatemala, un mosaico de vidrio (La mestiza de Guatemala). Desde entonces, Mérida alternó la realización de murales para México y Guatemala, en los que dominaban motivos abstractos y constructivos. Con el espíritu innovador que le caracterizaba, en 1964 hizo un muro vitral en la sala "Cora Huichol" (Los adoratorios) para el Museo Nacional de Antropología y en 1968, otro en el Centro Cívico de San Antonio (Texas) (La confluencia de las civilizaciones en América). En 1965 recibió la medalla de oro de la Dirección General de Cultura y Bellas Artes de Guatemala, y en 1980 "Orden del Águila Azteca" de la Secretaría de Relaciones Exteriores de México.

## Obras
- Murales para la Guardería Infantil y el Jardín de Niños del Multifamiliar Presidente Alemán, 1949. (Destruidos)
- "Abstracción integrada", mural en cerámica de mayólica para la Fábrica de Bujías Champion, [1967]], donado a la UNAM en 1984 y emplazado en Insurgentes Sur y Avenida Mario de la Cueva, Ciudad Universitaria en un solo plano, a diferencia de su disposición original. Restaurado en 2005.[6]

## Premio Nacional de Artes Plásticas «Carlos Mérida»
En el 2016 el Ministerio de Cultura y Deportes creó el Premio Nacional de Artes Plásticas Carlos Mérida en honor a Carlos Mérida para promover y reconocer a las personas que han realizado aportes a la cultura y al arte, en el campo de las artes plásticas de Guatemala. Esta es la lista de galardonados:
| Artista           | Año  |
| ----------------- | ---- |
| Isabel Ruiz       | 2017 |
| Luis Díaz         | 2018 |
| Rodolfo Abularach | 2019 |

## Galería

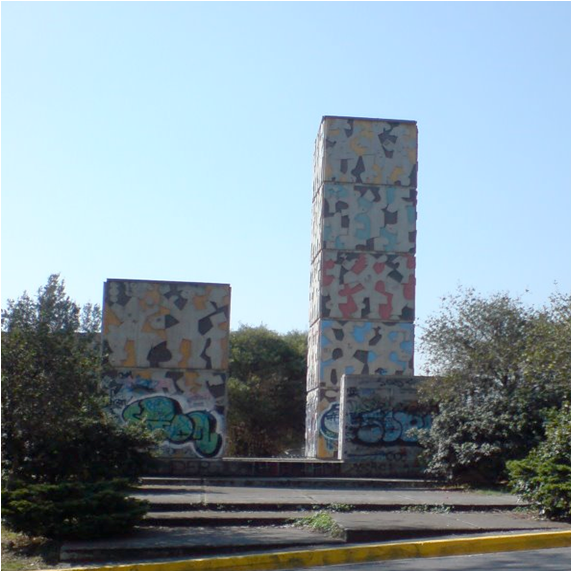
Restos de los murales del Centro Urbano Presidente Juárez, 1949 - 1952, destruidos parcialmente por el terremoto de México de 1985, reubicados en Las Fuentes Brotantes, Ciudad de México, vandalizados.
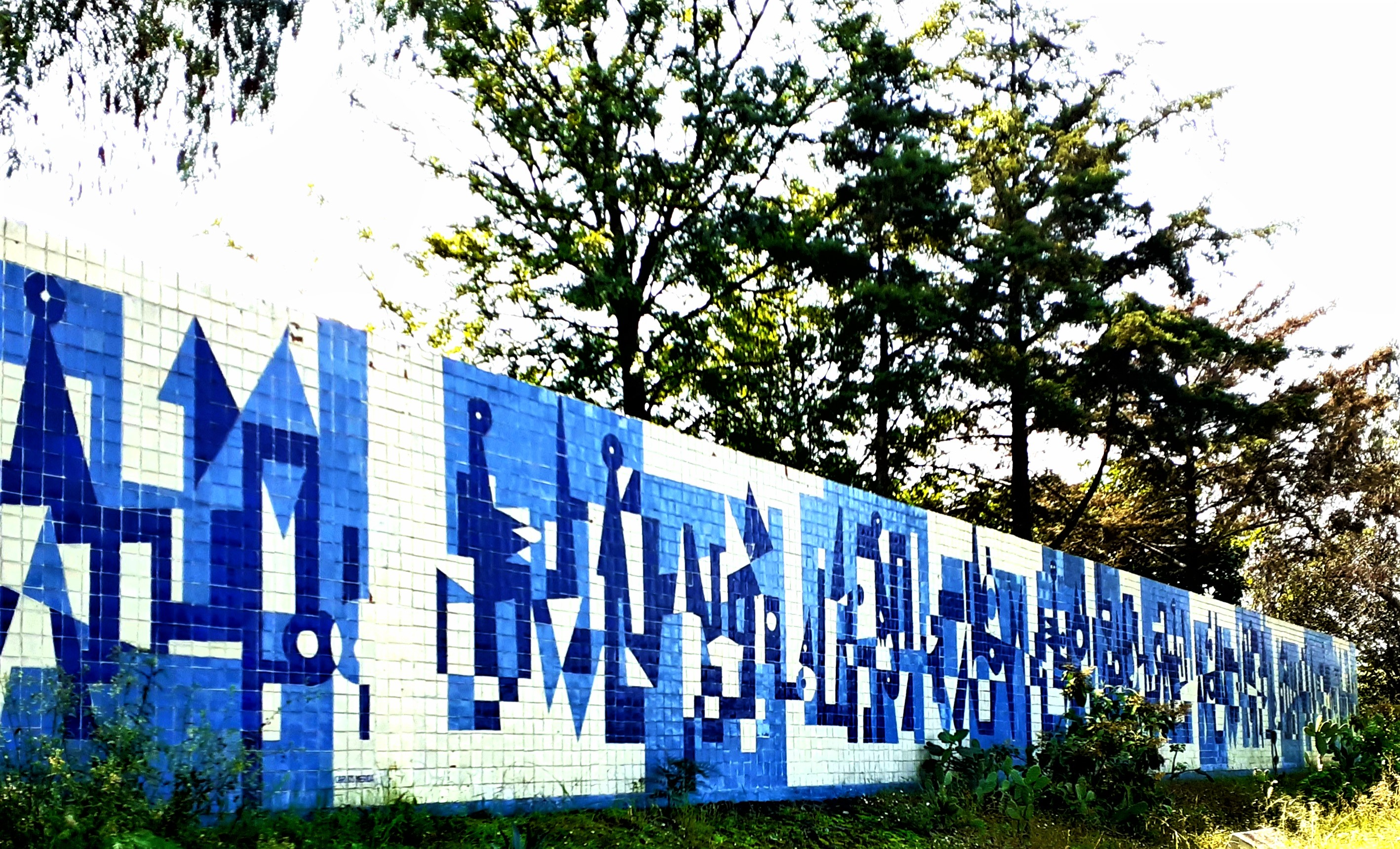
Abstracción integrada, mural de Carlos Mérida, Ciudad de México, 1967.